# Смячківська група
Смячківська група, Смячкинська група — археологічна культурна група свідерського культурного кола заключної давньокам'яної доби у Подесінні.
Епонімною пам'яткою є Смячка-XIV, що була виявлена у притоці річки Смячка у Десну. Стоянка була досліджена у 1927 році Михайлом Рудинським.

## Свідерське культурне коло
Основною рисою смячкинської культурної групи є наконечники стріл свідерського типу.
Подібна сожській культурі ранньої середньокам'яної доби у Посожжі та у всьому Горішньому Подніпров'ї відмітив В. Ф. Копитін у 1977 році.
Смячкинські пам'ятки подібні з нобельськими пам'ятками правобережного Полісся певною матеріальною своєрідністю.
До свідерського культурного кола також відноситься кримська стоянка Сюрень-2 та передкарпатська Делятин.

## Інвентар
На відміну від нобельської групи тут домінують ортогнатичні типи нуклеусів, а човноподібні нуклеуси майже відсутні. Подібно Нобелю заготовинами слугували платви кременю, та переважали кінцеві скребки на платвах, серединні та кутові різці на тих самих заготовинах. Менша за Нобель чисельність наконечників стріл.

## Пам'ятки
До «чистих» смячкинських пам'яток Рудинський відніс Смячка-8, -11, -13, -13-В, -16 й -17а (стоянка-майстерня), Грем'яч, Бирине, Мізин, Бровки, Мале Устя, Мамекине, Федорівський Край та інші.

## Походження
Місцеві пізньо-давньокам'яні пам'ятки Волині, Подесіння й Криму, ймовірно, не мають пам'яток, матеріальна культура яких могла б еволюціонувати у пам'ятки ранньо-середньокам'яні пам'ятки культур нобельського-смячківського циклу України та Молдови (Нобель, Смячка, Сюрень-2, Делятин, Чахлеу-Скауне). Єдине пояснення походження свідерських пам'яток в Україні є просування свідерських мисливців з південно-східної Побалтики, які у свою чергу були давньокам'яною міграцією лінгбійської культури із Західної Побалтики.